# Manon (opera)
Manon je opera v štirih dejanjih (šestih slikah) Julesa Masseneta. Libreto sta napisala Henri Meilhac in Philippe Gille. Krstna predstava je bila 19. januarja 1884 v Parizu. V samo dveh desetletjih je doživela v pariški Opera comique 500 predstav. Prva slovenska praizvedba v skrajšani verziji je bila v Slovenskem deželnem gledališču v Ljubljani 4. oktobra 1907 kot slavnostna predstava v čast godu avstrijskega cesarja. Kasneje so na odru ljubljanske Opere delo uprizorili še leta 1919, 1932, 1942, 1947, 1955 in 1963.  

## Osebe
- Manon Lescaut - sopran
- Lescaut, Garde-du-Corps, Manonin bratranec - bariton
- Pousette, igralka - sopran
- Javotte, igralka - mezzosopran
- Rosette, igralka - mezzosopran
- Chevalier de Grieux - tenor
- Grof de Grieux, njegov oče - bas
- Guillot-Morfontaine - tenor
- De Bretigny, bogat plemič - bariton
- Sergeant
- Prvi gardist
- Drugi gardist
- Služkinja
- Vratar v St. Sulpice
- Gostilničar
- Postiljon
- Meščani, meščanke, vojaki, kvartopirci, kokete, potniki, kočijaži, postiljoni, izgnanci in izgnanke.

## Vsebina
Godi se v Amiensu, Parizu in na cesti v Havre leta 1721.

### Prvo dejanje
Meščani in meščanke se zbirajo na dvorišču velike gostilne v Amiensu, kjer pričakujejo prihod poštnega voza in potnikov. Med potniki je tudi lepa Manon, ki jo pošiljajo sorodniki zaradi njene lahkoživosti pokorit se v samostan. Sprejme jo njen bratranec Lescaut, a ko se gre za hip v vojašnico, jo začno osvajati moški, med njimi sta bogati Guillot in mladi Chevalier des Grieux. Manon je slednji všeč in zbeži z njim v Pariz.

### Drugo dejanje
V Parizu par nekaj časa živi srečno in zadovoljno, dokler ju ne najde Lescaut, ki zahteva od des Grieuxa izjavo, ali misli poročiti sestrično Manon ali ne. Des Grieux ga prepriča o svojih čistih namerah, saj piše pravkar svojemu očetu, da Manon ljubi. Medtem pa obvesti des Grieuxov spremljevalec Bretigny lahkoživo Manon, da namerava des Grieuxov oče še isti večer svojega sina odvesti od nje. Svetuje ji, naj se dejanju ne zoperstavi, saj da je njena lepota je vredna boljše usode. Bretignyju uspe pregovoriti Manon, da uresniči načrt. 

### Tretje dejanje
Manon se v Parizu predaja zabavam. Na Cours la Reine vse vrvi. Med lopami, igralnicami, prodajalnicami in zabavišči se sprehajajo pariški gizdalini, kokete, meščani in vojaki. V nosilnicah prenašajo bogate dame in damice. V eni takih prinesejo tudi Manon, ki jo takoj obdajo zaljubljeni kavalirji. Tam se srečata oče des Grieux in Bretigny ter se pogovarjata. Manon sliši, da je njena nezvestoba prizadela des Grieuxa, da se je odpovedal posvetnemu življenju ter vstopil v samostan. Zato se kesa svojega dejanja. Poišče ga v samostanu, kamor se sliši zborovsko petje iz cerkve. Des Griuex je medtem postal zelo priljubljen, saj vsi hvalijo njegove pridige. Manon se skrije in ga najde v predsobi seminarja. Prosi ga odpuščanja, des Grieuxu vzbudi nekdanja ljubezen nemir v srcu. Sprva se brani, dokler ji končno ne pade v naročje. Zaljubljenca zbežita iz samostana.

### Četrto dejanje
Ljubimca sta srečno živela, a kmalu jima je pošel denar. V »Transilvanskem hotelu«, kjer igrajo lahkoživci in lahkoživke, poskuša des Grieux v igri svojo srečo. Bogati Guillot, ki izgubi veliko vsoto, ga obdolži krivega igranja ter ga odide prijavit policiji. Des Grieuxa ječe reši oče, Manon pa mora v ječo.
Manon obsodijo zaradi prostitucije na izgon. Na cesti v Havre jo pričakuje des Grieux, da bi jo osvobodil. Pomagati mu hoče Lescaut. Toda napori so izpodkopavali njeno zdravje. Ko se Manon sreča z des Grieuxom, ima komaj še toliko moči, da ga prosi odpuščanja za vse, kar je zakrivila. Potem umre v njegovih rokah.